# Scorpion (álbum de Drake)
Scorpion es el quinto álbum de estudio del rapero canadiense Drake. Este mismo tuvo su lanzamiento el 29 de junio de 2018 por las discográficas OVO Sound, Young Money Entertainment, Cash Money Records y Republic Records. El álbum cuenta con la participación especial de Jay Z, Static Major, Ty Dolla Sign y un tributo especial a Michael Jackson. Además, cuenta con otras colaboraciones con  Future, Nicki Minaj, Nai Palm, PartyNextDoor y James Fauntleroy.

## Lista de canciones
El álbum fue anunciado primeramente por Instagram, dando a conocer que constaría de dos lados, uno dedicado a los gustos R&B y otro, más destinado al hip hop. Con anterioridad Drake ha lanzado varios sencillos para el adelanto de Scorpion, tal como "Nice for What", "God's Plan" y "Diplomatic Immunity", estos dos últimos fueron incluidos en el extended play "Scary Hours". El 26 de mayo de 2018, Drake estrenó un sencillo promocional titulado "I'm Upset" el cual aparece en el álbum.
| Lado A | Título                 |
| ------ | ---------------------- |
| 1.     | "Survival"             |
| 2.     | "Nonstop"              |
| 3.     | "Elevate"              |
| 4.     | "Emotionless"          |
| 5.     | "God's Plan"           |
| 6.     | "I'm Upset"            |
| 7.     | "8 out of 10"          |
| 8.     | "Mob Ties"             |
| 9.     | "Can't Take a Joke"    |
| 10.    | "Sandra's Rose"        |
| 11.    | "Talk Up (feat. Jay-Z) |
| 12.    | "Is There More"        |

| Lado B | Título                                           |
| ------ | ------------------------------------------------ |
| 13.    | "Peak"                                           |
| 14.    | "Summer Games"                                   |
| 15.    | "Jaded"                                          |
| 16.    | "Nice for What"                                  |
| 17.    | "Finesse"                                        |
| 18.    | "Ratchet Happy Birthday"                         |
| 19.    | "That's How You Feel"                            |
| 20.    | "Blue Tint"                                      |
| 21.    | "In My Feelings"                                 |
| 22.    | "Don't Matter to Me" (feat. Michael Jackson)     |
| 23.    | "After Dark" (feat. Static Major, Ty Dolla Sign) |
| 24.    | "Final Fantasy"                                  |
| 25.    | "March 14"                                       |

## Posicionamiento en lista

### Semanal
| Gráfica (2018)                          | Posiciónn |
| --------------------------------------- | --------- |
| Australia (ARIA)                        | 1         |
| Austria (Ö3 Austria)                    | 4         |
| Bélgica (Ultratop flamenca)             | 2         |
| Bélgica (Ultratop valona)               | 3         |
| Canadá (Billboard Canadian Albums)      | 1         |
| República Checa (ČNS IFPI)              | 1         |
| Dinamarca (Hitlisten)                   | 1         |
| Países Bajos (Album Top 100)            | 1         |
| Finlandia (Suomen Virallinen Lista)     | 1         |
| Francia (SNEP)                          | 3         |
| Alemania (Offizielle Top 100)           | 8         |
| Irlanda (OCC)                           | 1         |
| Italia (FIMI)                           | 2         |
| Japan Hot Albums (Billboard Japan)      | 82        |
| Nueva Zelanda (Recorded Music NZ)       | 1         |
| Noruega (VG-lista)                      | 1         |
| Polonia (ZPAV)                          | 36        |
| Portugal (AFP)                          | 13        |
| Escocia (Scottish Albums Chart)         | 7         |
| Slovak Albums (ČNS IFPI)                | 1         |
| España (PROMUSICAE)                     | 40        |
| Suecia (Sverigetopplistan)              | 1         |
| Suiza (Schweizer Hitparade)             | 1         |
| Reino Unido (UK Albums Chart)           | 1         |
| Reino Unido (UK R&B Albums)             | 1         |
| Estados Unidos (Billboard 200)          | 1         |
| Estados Unidos (Top R&B/Hip-Hop Albums) | 1         |